# Maotherium
Maotherium is een geslacht van uitgestorven symmetrodonte zoogdieren uit de orde Symmetrodonta, dat in 2003 werd ontdekt in rotsen uit het Vroeg-Krijt van Azië. Dit dier leefde ongeveer 125 miljoen geleden (Barremien). Maotherium betekent 'beest van Mao' en is vernoemd naar de Chinese leider Mao Tse-Dung. De wetenschappelijke naam betekent direct 'pelsbeest', een verwijzing naar de indrukken van de pels rond het fossiel.
Maotherium is een van de vier soorten uit de Symmetrodonta die in befaamde Yixian-formatie van de Noord-Chinese provincie Liaoning zijn gevonden. Van Maotherium zijn enkele vrijwel complete skeletten met afdrukken van een vacht bewaard gebleven.
Hoewel er weinig bekend is over deze groep, hebben de symmetrodonten een aantal overeenkomsten - met name hun tanden. Ze hebben lange puntige, maar eenvoudige kiezen in een driehoekige opstelling. Oorspronkelijk waren symmetrodonten bekend sinds de jaren 1920. Nu is een grote meerderheid gerestaureerd, zoals Zhangheotherium, Origolestes en Akidolestes, aan het begin van de 21e eeuw. Bij een van de fossielen van Maotherium zijn de afdrukken van de vacht bewaard gebleven, net als bij de zoogdieren Eomaia en Sinodelphys.
De in 2009 beschreven soort Maotherium asiaticus werpt licht op de evolutie van het middenoor van zoogdieren. Bij moderne zoogdieren verschijnt het meckeliaans kraakbeen tijdens de ontwikkeling maar verdwijnt het voor de volwassenheid. Bij Maotherium asiaticus bleef dat kraakbeen niet alleen bestaan, maar veranderde het in bot. Deze gebeurtenis in de evolutie kan een voorbeeld zijn van heterochronie, een verandering in de timing van de ontwikkeling.